# Paris-Chauny de 2018
A 36.ª edição da clássica ciclista Paris-Chauny, foi uma carreira na França que se celebrou a 24 de junho de 2018 sobre um percurso de 198,7 quilómetros com início na cidade de Margny-lès-Compiègne e final na cidade de Chauny.
A carreira fez parte do UCI Europe Tour de 2018, dentro da categoria 1.1
A carreira foi vencida pelo corredor holandês Ramon Sinkeldam da equipa Groupama-FDJ, em segundo lugar Dion Smith (Wanty-Groupe Gobert) e em terceiro lugar Quentin Jauregui (AG2R La Mondiale).

## Equipas participantes
Tomaram parte na carreira 16 equipas: 2 de categoria UCI WorldTeam; 7 de categoria Profissional Continental; e 7 de categoria Continental. Formando assim um pelotão de 128 ciclistas dos que acabaram 86. As equipas participantes foram:
| Equipes WorldTeam (2)- AG2R La Mondiale - Groupama-FDJ Equipes profissionais Continentais (7)- Cofidis, Solutions Crédits - Delko-Marseille Provence-KTM - Direct Énergie - Fortuneo-Samsic - Roompot-Nederlandse Loterij - Vital Concept - Wanty-Groupe Gobert Equipes Continentais (7)- Leopard - Memil-CCN Pro Cycling - Roubaix Lille Métropole - Tarteletto-Isorex - Differdange-Losch - Saint Michel-Auber 93 - Start-Gusto Cycling Team |
| |

## Classificação final
- As classificações finalizaram da seguinte forma:[4]

| \| Classificação geral \| Classificação geral \| Classificação geral \| Classificação geral \| Classificação geral \| \| Ciclista \| Ciclista \| Equipe \| Tempo \| \| \| ------------------- \| -------------------- \| ---------------------------- \| ------------------- \| ------------------- \| \| 1. \| Ramon Sinkeldam \| Groupama-FDJ \| 4h17m27s \| \| \| 2. \| Dion Smith \| Wanty-Groupe Gobert \| + 0s \| \| \| 3. \| Quentin Jauregui \| AG2R La Mondiale \| + 0s \| \| \| 4. \| Kévin Réza \| Vital Concept \| + 0s \| \| \| 5. \| Anthony Turgis \| Cofidis, Solutions Crédits \| + 0s \| \| \| 6. \| Sylvain Chavanel \| Direct Énergie \| + 0s \| \| \| 7. \| Pierre Idjouadiène \| Roubaix Lille Métropole \| + 0s \| \| \| 8. \| Odd Christian Eiking \| Wanty-Groupe Gobert \| + 0s \| \| \| 9. \| Flavien Maurelet \| Saint Michel-Auber 93 \| + 0s \| \| \| 10. \| Mauro Finetto \| Delko-Marseille Provence-KTM \| + 0s \| \| |                      |                              |          |
| |                      |                              |          |
| Fonte: ProCyclingStats |                      |                              |          |
| Classificação geral |                      |                              |          |
| Ciclista | Ciclista             | Equipe                       | Tempo    |
| 1. | Ramon Sinkeldam      | Groupama-FDJ                 | 4h17m27s |
| 2. | Dion Smith           | Wanty-Groupe Gobert          | + 0s     |
| 3. | Quentin Jauregui     | AG2R La Mondiale             | + 0s     |
| 4. | Kévin Réza           | Vital Concept                | + 0s     |
| 5. | Anthony Turgis       | Cofidis, Solutions Crédits   | + 0s     |
| 6. | Sylvain Chavanel     | Direct Énergie               | + 0s     |
| 7. | Pierre Idjouadiène   | Roubaix Lille Métropole      | + 0s     |
| 8. | Odd Christian Eiking | Wanty-Groupe Gobert          | + 0s     |
| 9. | Flavien Maurelet     | Saint Michel-Auber 93        | + 0s     |
| 10. | Mauro Finetto        | Delko-Marseille Provence-KTM | + 0s     |

## UCI World Ranking
A Paris-Chauny outorga pontos para o UCI Europe Tour de 2018 e o UCI World Ranking, este último para corredores das equipas nas categorias UCI WorldTeam, Profissional Continental e Equipas Continentais. As seguintes tabelas mostram o barómetro de pontuação e os 10 corredores que obtiveram mais pontos:
| Posição             | 1.ª | 2.ª | 3.ª | 4.ª | 5.ª | 6.ª | 7.ª | 8.ª | 9.ª | 10.ª |
| Classificação geral | 125 | 85  | 70  | 60  | 50  | 40  | 35  | 30  | 25  | 20   |

| 1.º  | Ramon Sinkeldam      | Groupama-FDJ                 | 125 |
| 2.º  | Dion Smith           | Wanty-Groupe Gobert          | 85  |
| 3.º  | Quentin Jauregui     | AG2R La Mondiale             | 70  |
| 4.º  | Kévin Réza           | Vital Concept                | 60  |
| 5.º  | Anthony Turgis       | Cofidis, Solutions Crédits   | 50  |
| 6.º  | Sylvain Chavanel     | Direct Énergie               | 40  |
| 7.º  | Pierre Idjouadiene   | Roubaix Lille Métropole      | 35  |
| 8.º  | Odd Christian Eiking | Wanty-Groupe Gobert          | 30  |
| 9.º  | Flavien Maurelet     | Saint Michel-Auber93         | 25  |
| 10.º | Mauro Finetto        | Delko Marseille Provence KTM | 20  |